# Arvid Sture Bruzelius
Arvid Sture Bruzelius, född 9 mars 1799 i Västra Tommarps socken i Skåne, död 28 januari 1865 i Lund, var en svensk läkare. Han var bror till Magnus Bruzelius, far till Gundelach Bruzelius och farbror till Nils Gustaf Bruzelius.
Bruzelius blev student vid Lunds universitet 1816, filosofie kandidat 1823 och filosofie magister samma år. Följande året docent i botanik, förflyttades han efter avlagda medicinska examina till docenturen i obstetrik 1829. Bruzelius promoverades samma år till medicine doktor och blev 1831 extra ordinarie adjunkt i obstetrik samt kirurgie magister. Under 19 terminer förestod han professuren i kirurgi och obstetrik i Lund och var 1847–1858 extra ordinarie professor häri. Sedan 1835 förste läkare vid länslasarettet i Lund, utnämndes han nio år därefter till lärare vid Lunds undervisningsanstalt för barnmorskor, och innehade båda dessa befattningar, även sedan han erhållit avsked från universitetet, till sin död. Bruzelius var tillförordnad intendent vid Ramlösa brunn 1852 och 1853. Han var en av landets mest framstående läkare och med sin skicklighet som kirurg vann han anseende långt utom Sveriges gränser. Bruzelius invaldes som ledamot av Fysiografiska Sällskapet 1824. Han vilar på Östra kyrkogården i Lund.